# Tecuja Komuro
Tecuja Komuro (小 室 哲 哉, Komuro Tetsuya * 27. listopad 1958, Tokio, Japonsko) je japonský hudebník a hudební producent. Je znám také pod pseudonymem TK.
Kariéru začal jako hráč na klávesové nástroje v TM NETWORK v roce 1984. O rok později vydal i své první sólové album, soundtrack pro anime film Vampire Hunter D. Od 90. let skládá a produkuje hudbu i pro jiné hudebníky a hudební skupiny.
V západním světě je nejvíce známý díky spolupráci s francouzským hudebníkem Jean-Michel Jarre. Společně složili několik skladeb, TK remixoval několik Jarreho skladeb. V roce 2001 vystoupili společně na koncertě 2001 Rendez-vous in Space v Okinawě pod názvem The Vizitors.